# Ipixuna
Ipixuna es un municipio brasileño del interior del estado del Amazonas, Región Norte del país. Perteneciente a la mesorregión del Suroeste Amazonense y microrregión de Juruá, su nombre proviene del río Ipixuna, uno de los principales afluentes del río Juruá, con la extensión de cerca de 300 kilómetros.
En 2000, la ciudad fue clasificada con el quinto peor índice de desarrollo humano de Brasil, lo que viene motivando varias acciones gubernamentales en el objetivo de desarrollar la ciudad. Su población estimada por el Instituto Brasileño de Geografía y Estadística (IBGE) era de 27 587 habitantes en 2016.

## Topónimo
Ipixuna, en lengua tupí, significa ‘agua oscura’, denominación esta dada por los indios catuquinas, culinas y canamaus al río Ipixuna.

## Historia
A mediados del siglo XIX se dio el asentamiento de extranjeros en el territorio actual del municipio. En 1857, João da Cuña subió el gran río, hasta la desembocadura del Juruá-Mirim. En 1877 se tienen noticias de asentamientos de cearenses en el río Juruá. En 1833 ocurrió el poblamiento de Riozinho (localizado en el centro del actual del municipio) por Artur Marques de Menezes. 

### Formación administrativa
En 19 de diciembre de 1955, por la ley estatal n.º 96, fue creado el municipio de Ipixuna, con una parte del territorio del municipio de Eirunepé.
El municipio de Ipixuna fue constituido por los subdistritos de Foz del Riozinho, Foz de Ipixuna, Foz del Hudson y parte de los de Foz del Gregório y Canidé, con sede en la localidad de Guajará, elevada entonces a la categoría de ciudad en 1955.
En 18 de febrero de 1956 se dio la instalación del nuevo municipio, teniendo su primer alcalde, Varcy Herculano Barroso, nombrado por el gobierno del estado, el Sr. Domingos Barbosa Hijo.
En 5 de junio de 1958, Ipixuna fue encuadrado entre los municipios considerados área de seguridad nacional.
En 10 de diciembre de 1981 fue separado de su territorio el área que pasó a constituir el municipio de Canamari/Guajará.

### Festivos y Festejos
Según el Art. 20 de la Ley Orgánica del Municipio - Son días feriados municipales los destinados la conmemoración de la colectividad en las fechas fijadas en el calendario.
I   -  Día 18 de febrero - fecha de aniversario del Municipio;
II  -  Día 24 de junio -fiesta tradicional del Municipio;
III -  Día 15 de septiembre - día de Nuestra Señora De los Dolores, patrona del Municipio;
IV - Día 4 de octubre - día de Son Francisco de las Chagas. Patrono del Municipio. 
(Ley Orgánica del Municipio de Ipixuna,publicado en 28/06/1990:16).

## Geografía
Se localiza a una latitud 07º03'03" sur y la una longitud 71°41′42″ oeste. El municipio posee una área de 13,630 km2 aproximadamente y está localizado en el estado del Amazonas, el margen izquierdo del río Juruá, perteneciendo a la 4.ª subregión denominada Región del Juruá.
Se limita con 5 municipios del estado del Amazonas y uno del Acre: al norte Atalaia del Norte y Benjamim Constant, al sur Tarauacá- AC, al este Eirunepé y al oeste Guajará.
En cuanto a los aspectos físicos, Ipixuna es caracterizado con: relieve constituido por tierras de inundación y tierras firmes. Las tierras de inundación más bajas se inundan durante las crecientes de los ríos. Las tierras firmes ocupan la mayor parte del relieve y presentan terrenos con oscilaciones.
Hidrográfica: El municipio es bañado por el río Juruá que es uno afluente del margen derecha del río Solimões, que al encontrar con lo afluente de nombre río Negro recibe el nombre de Amazonas. El río Juruá nace en las cordilleras de los Andes , constituye una vía natural de transporte, conectando la sede del municipio y sus localidades con el vecino Estado del Acre(Crucero del Sur), a los municipios de Guajará, Eirunepé, Itamarati, Carauari, Juruá y la capital del Estado a través del río Solimões.
Los principales afluentes del río Juruá en el área del Municipio de Ipixuna son: Campinas, Libertad, Gregório, Riozinho del Penedo, Curu (Mezquita), Puerto Rico, (limón), Salva Vida, Santa Rosa, Uanamani, Río Doro. 

### Clima
El clima se caracteriza por temperaturas elevadas y por la humedad. En el verano los días son calientes, sin embargo en los meses de mayo y junio la temperatura desciende un poco. el periodo de noviembre y marzo son los más lluviosos.

## Comunicaciones

### Telefonía
El servicio de telefonía es proporcionado a Ipixuna por el sistema de telefonía fija a través de la operadora Hola (antigua TELEMAR). En el área rural y en algunos distritos existen centrales telefónicas. Y en decenas de comunidades rurales existe el sistema público con 1 terminal telefónica.
En el sistema móvil (celular), Ipixuna es proporcionado por las operadoras: VIVO y CLARO.

### Internet
El sistema de internet del municipio es suministrado a través de la UNONET.
1. ↑  Worldpostalcodes.org,código postal n.º 69890-000.

- Datos: Q1794374
- Multimedia: Ipixuna / Q1794374